# Championnat de France de rugby à XV 1937-1938
Navigation
1936-1937 1938-1939
Le championnat de France de rugby à XV de première division 1937-1938 est remporté par l'USA Perpignan  qui bat le Biarritz olympique en finale.
Le championnat est disputé par 40 clubs regroupés en huit poules de cinq clubs. Les premiers de chaque poule sont qualifiés directement pour disputer les huitièmes de finale. Les classés deuxièmes et troisièmes de chaque poule sont opposés en barrages ou repêchages permettant l'accès aux huitièmes de finale.

## Contexte
Le Tournoi britannique de rugby à XV 1938 est remporté par l'Écosse, la France est exclue.

## Poules de cinq
Classement final des poules de cinq:
| Poule A                    | Poule B                      | Poule C                   | Poule D                     |
| -------------------------- | ---------------------------- | ------------------------- | --------------------------- |
| 1 - Biarritz (11 points)   | 1 - Montferrand (12 points)  | 1 - Perpignan (10 points) | 1 - Lyon (8 points)         |
| 2 - Vienne (10 points)     | 2 - Toulon (9 points)        | 2 - Aurillac (8 points)   | 2 - Boucau (8 points)       |
| 3 - Bayonne (8 points)     | 3 - Dijon (7 points)         | 3 - Soustons (8 points)   | 3 - Pézenas (8 points)      |
| 4 - Béziers (6 points)     | 4 - Gujan-Mestras (6 points) | 4 - Thuir (8 points)      | 4 - Tarbes (8 points)       |
| 5 - Decazeville (5 points) | 5 - AS Tarbes (6 points)     | 5 - Brive (6 points)      | 5 - Saint-Girons (4 points) |

| Poule E                        | Poule F                       | Poule G                  | Poule H                   |
| ------------------------------ | ----------------------------- | ------------------------ | ------------------------- |
| 1 - AS Carcassonne (12 points) | 1 - Racing (11 points)        | 1 - Narbonne (10 points) | 1 - Pau (10 points)       |
| 2 - US métro (8 points)        | 2 - Grenoble (10 points)      | 2 - Lons (9 points)      | 2 - AS Bayonne (9 points) |
| 3 - SBUC (7 points)            | 3 - Agen (8 points)           | 3 - Toulouse (9 points)  | 3 - Chalon (8 points)     |
| 4 - Lézignan (7 points)        | 4 - Bègles (7 points)         | 4 - Avignon (8 points)   | 4 - Libourne (7 points)   |
| 5 - Tyrosse (6 points)         | 5 - Stade français (4 points) | 5 - Auch (4 points)      | 5 - Périgueux (6 points)  |

Certains matchs sans enjeux n'ont pas été joués.

## Barrages
20 mars 1938: barrages entre les deuxièmes et troisièmes de chaque poule.
| Lieu        | Équipe 1          | Équipe 2           | Résultat |
| ----------- | ----------------- | ------------------ | -------- |
| Chalons     | CS Vienne         | Stade dijonnais    | 6-3      |
| Carcassonne | FC Grenoble       | Stade bordelais UC | 3-5      |
| Tarbes      | Stade toulousain  | AS Soustons        | 6-0      |
| Avignon     | RC Toulon         | Stade piscenois    | 0-3      |
| Bordeaux    | AS Bayonne        | SU Agen            | 8-5      |
| Béziers     | Boucau stade      | RC Chalon          | 3-6      |
| Toulouse    | Stade aurillacois | Aviron bayonnais   | 3-19     |
| Dijon       | US métro          | CS Lons            | 13-3     |

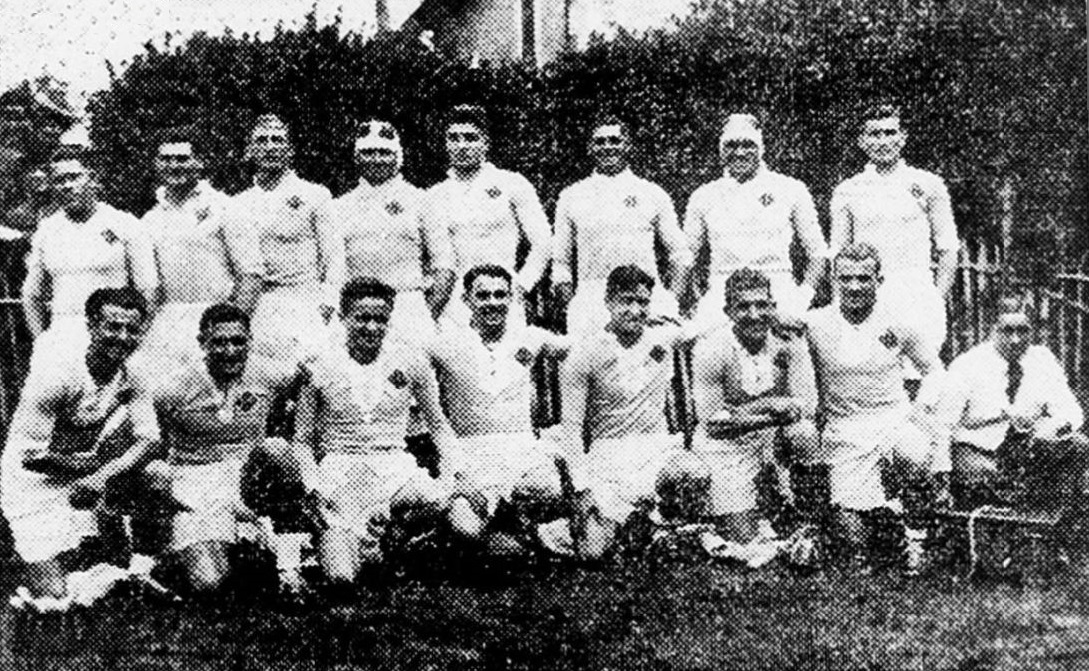
L'U.S.A.P. vainqueur du championnat de France de rugby à XV 1938.

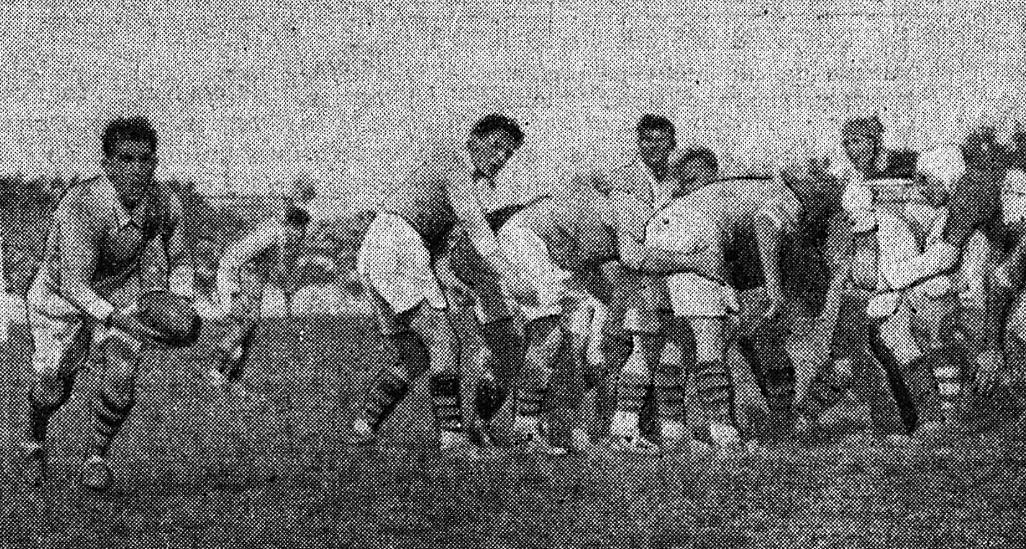
Le demi d'ouverture perpignanais Lavail va servir ses trois-quarts.

Source: http://images.midi.bibliotheque.toulouse.fr/1938/B315556101_MIDSOC_1938_03_21.pdf

## Huitièmes de finale
3 avril 1938 (et 10 avril 1938 pour USAP-Vienne, rejoué): les premiers de chaque poule opposés aux vainqueurs des barrages.
| Lieu                  | Équipe 1           | Équipe 2           | Résultat            |
| --------------------- | ------------------ | ------------------ | ------------------- |
| Toulouse              | RC Narbonne        | Stade bordelais UC | 6-11                |
| Tarbes                | AS Carcassonne     | Aviron bayonnais   | 3-0 (a.p.)          |
| Grenoble              | Lyon OU            | RC Chalon          | 8-3                 |
| Bordeaux              | Biarritz olympique | Stade piscenois    | 11-3                |
| Bayonne               | Section paloise    | Stade toulousain   | 13-0                |
| Marseille puis Toulon | USA Perpignan      | CS Vienne          | 3-3 (a.p.) puis 3-0 |
| Nantes                | AS Montferrand     | US métro           | 3-0                 |
| Brive                 | Racing CF          | AS Bayonne         | 9-3                 |

Source: http://images.midi.bibliotheque.toulouse.fr/1938/B315556101_MIDSOC_1938_04_04.pdf

## Quarts de finale
10 avril 1938 (sauf USAP-LOU, joué le 17 avril 1938)
| lieu        | Équipe 1           | Équipe 2        | Résultat |
| ----------- | ------------------ | --------------- | -------- |
| Lyon        | AS Montferrand     | Racing CF       | 16-3     |
| Tarbes      | Biarritz olympique | AS Carcassonne  | 9-8      |
| Perpignan   | Stade bordelais UC | Section paloise | 5-0      |
| Carcassonne | USA Perpignan      | Lyon OU         | 19-3     |

- Source 1: http://images.midi.bibliotheque.toulouse.fr/1938/B315556101_MIDSOC_1938_04_11.pdf
- Source 2: http://images.midi.bibliotheque.toulouse.fr/1938/B315556101_MIDSOC_1938_04_18.pdf

## Demi-finales
24 avril 1938
| Lieu     | Équipe 1           | Équipe 2           | Résultat |
| -------- | ------------------ | ------------------ | -------- |
| Biarritz | USA Perpignan      | Stade bordelais UC | 8-3      |
| Paris    | Biarritz olympique | AS Montferrand     | 3-0      |

Source: http://images.midi.bibliotheque.toulouse.fr/1938/B315556101_MIDSOC_1938_04_25.pdf

## Finale
| Équipes        | USA Perpignan - Biarritz olympique |
| Score          | 11 - 6 |
| Date           | 8 mai 1938 |
| Stade          | Stade des Ponts Jumeaux, Toulouse |
| Arbitre        | Léopold Mailhan |
| Les équipes    | |
| Perpignan      | Sauveur Moly, Louis Montagne, André Poncy, Marcel Llary, Georges Casenove, Henri Gras, Lucien Ballini, Jacques Palat, Roger Vaills, Gilbert Lavail, André Abnat, Noël Brazès, Joseph Desclaux , Jean Serre, Paul Porical                           |
| Biarritz       | Francis Daguerre, André Henon, Alfred Guiné, Jean-Baptiste Lefort, Étienne Ithurra, Louis Lascaray, Gabriel Bourtayre, Henri Leguay, Raoul Gascon, Henri Haget , Ferdinand Paquin, Gabriel Haget, Jacques Arrizabalaga, Jean Galey, Rémy Sallenave |
| Points marqués | |
| Perpignan      | 3 essais de Brazès (2), Casenove 1 transformation de Desclaux |
| Biarritz       | 1 essai de Sallenave, 1 pénalité de Bourtayre |